# Sedum madrense
Sedum madrense är en fetbladsväxtart som beskrevs av S. Wats.. Sedum madrense ingår i Fetknoppssläktet som ingår i familjen fetbladsväxter. Inga underarter finns listade i Catalogue of Life.